# Prix Saruhashi
Le prix Saruhashi (猿橋賞) est un prix annuel décerné à une chercheuse japonaise de moins de 50 ans dans le domaine des sciences naturelles. Le prix reconnaît les réalisations en recherche ainsi que le mentorat d'autres femmes scientifiques.
Katsuko Saruhashi, géochimiste japonaise, a quitté son poste de directrice du laboratoire de recherche géochimique en 1980. Ses collègues de travail lui ont donné 5 millions de yens. Elle décide d'utiliser cet argent pour créer l'Association for the Bright Future of Women Scientists en 1980. L'association remet un prix annuel de 300 000 yens.
Des essais de vingt lauréates du Prix Saruhashi se trouvent compilés dans le livre My Life: Twenty Japanese Women Scientists, édité par Yoshihide Kozai.

## Récipiendaires
|    | Nom                        | Institution                                                                            | Année | Domaine de recherche                                                                                                  |
| -- | -------------------------- | -------------------------------------------------------------------------------------- | ----- | --- |
| 1  | Tomoko Ohta                | Institut japonais de génétique                                                         | 1981  | |
| 2  | Haruka Yamada (en) (ja)    | Université Kwansei Gakuin                                                              | 1982  | |
| 3  | Masako Osumi (en)          | Université pour femmes du Japon                                                        | 1983  | |
| 4  | Fumiko Yonezawa            | Université Keiō                                                                        | 1984  | |
| 5  | Mariko Yasugi (en)         | Université de Tsukuba                                                                  | 1985  | |
| 6  | Yoshie Souma (en)          | Institut national des sciences et technologies industrielles avancées                  | 1986  | |
| 7  | Izumi Oono (en)            | Université de technologie de Tokyo                                                     | 1987  | |
| 8  | Chikako Sato (en)          | Institut de recherche du Centre de cancérologie d'Aichi                                | 1988  | |
| 9  | Mizuho Ishida (en)         | Agence japonaise pour les sciences et technologies marines et terrestres               | 1989  | |
| 10 | Mihoko Takahashi (en)      | Université de Tsukuba                                                                  | 1990  | Études génétiques du comportement des protozoaires                                                                    |
| 11 | Miwako Mori (en)           | Université de Hokkaido                                                                 | 1991  | Développement de nouvelles réactions pour la synthèse de produits pharmaceutiques                                     |
| 12 | Takako Kato (en) (ja)      | Institut national de la science de la fusion                                           | 1992  | Recherche sur les processus atomiques du plasma à haute température                                                   |
| 13 | Reiko Kuroda               | Université de Tokyo                                                                    | 1993  | Recherche du mécanisme d'identification des molécules asymétriques de la séquence gauche et droite et des bases d'ADN |
| 14 | Hiroko Shirai (en)         | Université d'Okayama                                                                   | 1994  | Recherche du mécanisme de l'ovulation de l'étoile de mer et de la maturation des œufs                                 |
| 15 | Shihoko Ishii (en) (ja)    | Université de technologie de Tokyo                                                     | 1995  | Recherche de singularités en géométrie algébrique                                                                     |
| 16 | Maki Kawai                 | RIKEN                                                                                  | 1996  | |
| 17 | Tetsuko Takabe (en) (ja)   | Université de Nagoya                                                                   | 1997  | |
| 18 | Keiko Nishikawa (en)       | Université de Chiba                                                                    | 1998  | Étude du fluide supercritique                                                                                         |
| 19 | Sumiko Mochida (en)        | Université de médecine de Tokyo                                                        | 1999  | Recherche du mécanisme de libération des neurotransmetteurs                                                           |
| 20 | Tomoko Nakanishi (en)      | Université de Tokyo                                                                    | 2000  | Comportement de l'eau et des oligo-éléments dans les plantes                                                          |
| 21 | Hiroko Nagahara (en)       | Université de Tokyo                                                                    | 2001  | Formation et l'évolution des météorites et des matériaux planétaires                                                  |
| 22 | Chikako Shingyoji (en)     | Université de Tokyo                                                                    | 2002  | Étude sur le mouvement flagellaire                                                                                    |
| 23 | Kiyoko Fukami (en)         | Université de la pharmacie et des sciences de la vie de Tokyo                          | 2003  | Rôle du métabolisme des phospholipides dans les phénomènes de la vie                                                  |
| 24 | Haruyo Koiso (en)          | KEK                                                                                    | 2004  | Contribution à la luminosité la plus élevée du monde obtenue dans le collisionneur KEKB                               |
| 25 | Motoko Kotani (en)         | Université de Tohoku                                                                   | 2005  | Recherche d'analyse géométrique discrète due au réseau cristallin                                                     |
| 26 | Ikue Mori (en)             | Université de Nagoya                                                                   | 2006  | Études génétiques des comportements sensoriels et d'apprentissage                                                     |
| 27 | Yukari Takayabu (en)       | Université de Tokyo                                                                    | 2007  | Étude observationnelle sur la dynamique de la distribution des nuages sous les tropiques                              |
| 28 | Kyoko Nozaki               | Université de Tokyo                                                                    | 2008  | Étude de la polymérisation de précision d'un monomère polaire à l'aide d'un catalyseur complexe métallique            |
| 29 | Mikiko C. Siomi (en) (ja)  | Université Keiō                                                                        | 2009  | Recherche sur le mécanisme d'action de l'inhibition de l'ARN                                                          |
| 30 | Yoshiko Takahashi (en)     | Collège doctoral de sciences et techniques de Nara                                     | 2010  | Recherche de modelage dans le développement animal                                                                    |
| 31 | Noriko Mizoguchi (en)      | Université Tokyo Gakugei                                                               | 2011  | Analyse asymptotique du phénomène d'explosion                                                                         |
| 32 | Ayako Abe (en)             | Institut de recherche sur l'atmosphère et les océans de l'Université de Tokyo          | 2012  | |
| 33 | Emiko Hiyama (en) (ja)     | RIKEN, Centre Nishina pour la science basée sur les accélérateurs                      | 2013  | |
| 34 | Emi Hifumi (en)            |                                                                                        | 2014  | Étude sur l'enzyme protéine super anticorps fonctionnelle                                                             |
| 35 | Keiko Torii (en) (ja)      | Institut des biomolécules transformatrices, Université de Nagoya                       | 2015  | Recherche sur le mécanisme de communication entre cellules et le développement stomatique chez les plantes            |
| 36 | Tamaki Sato (en) (ja)      | Astronomie et Sciences de la Terre, Université Tokyo Gakugei                           | 2016  | Description et systématique des reptiles mésozoïques                                                                  |
| 37 | Aya Ishihara (en) (ja)     | Sciences spatiales Hadron, Université de Chiba                                         | 2017  | Recherche de neutrinos cosmiques à ultra-haute énergie                                                                |
| 38 | Toshiko Terakawa (en) (ja) | Centre de recherche sur les tremblements de terre et les volcans, Université de Nagoya | 2018  | |
| 39 | Rie Umetsu (en) (ja)       | Institut de recherche sur les matériaux, Université du Tōhoku                          | 2019  | |
| 40 | Atsuko Ichikawa (en) (ja)  | Département de physique, Université de Kyoto                                           | 2020  | |
| 41 | Mikiko Tanaka (en) (ja)    | Département de Sciences de la vie et technologies , Université de technologie de Tokyo | 2021  | |
| 42 | Kimiko Sekiguchi (en) (ja) | Département de physique , Université de technologie de Tokyo                           | 2022  | |